# Nick Kent
Pour les articles homonymes, voir Kent (homonymie).
Nick Kent, né le 24 décembre 1951 à Londres, est un journaliste musical anglais  où il a passé sa jeunesse.

## Biographie
À dix-neuf ans, il étudie la littérature anglaise au Bedford College et fait ses débuts dans la presse underground naissante. Durant l'été 1972, il rejoint le New Musical Express (NME) pour lequel il travaille comme jeune journaliste. Mais souhaitant découvrir les ficelles du métier de rock critic, il rassemble ses économies et part à Détroit, aux États-Unis, pour y suivre les précieux enseignements de son modèle, le journaliste déjanté Lester Bangs, directeur du célèbre magazine musical américain Creem.
De retour à Londres au printemps 1973, Nick Kent participe à la renaissance éditoriale du NME aux côtés de son rédacteur en chef Nick Logan, de Charles Shaar Murray et Ian MacDonald. Il accueille chez lui l'Américaine Chrissie Hynde, qu'il fait entrer au journal comme pigiste. Mais en 1975, l'abus de drogues (il devient dépendant à l'héroïne et à la cocaïne) tarit son inspiration et a raison de son talent d'écriture.
À cette époque il rencontre les Sex Pistols à qui il fait découvrir le son des Stooges. Lui-même devient chanteur d'un autre groupe punk appelé The Subterraneans, avec les futurs membres de The Damned. Nick Kent ne compte pas que des amis chez les punks : en 1976, au cours d'un concert des Sex Pistols au 100 Club de Londres, il est tenu en respect par le couteau de Jah Wobble, tandis que Sid Vicious lui assène sur la tête un violent coup de chaîne de vélo rouillée. Selon la définition de Nick Kent, un rock critic est un journaliste qui ne se contente pas d'écrire sur le rock mais vit comme les rockers. En cela il perpétue la tradition du journalisme gonzo inaugurée par Hunter S. Thompson ou Lester Bangs.
Dans les années 1980, il écrit pour The Face, le Sunday Times, Spin et Vox (en) entre autres magazines des deux côtés de l'Atlantique. 
En 1988, après s'être débarrassé de son addiction aux drogues dures, Nick Kent s'installe en France, à Paris, et collabore pour une émission de la BBC ainsi que pour l'émission Rock Express sur M6. Il écrit également pour Les Inrockuptibles, Rock & Folk et tient une chronique hebdomadaire dans Libération. 
Il continue à écrire pour la presse (notamment The Guardian) et il a publié un livre de souvenirs des seventies en 2010 sous le titre Apathy for the devil. Sa compagne est la journaliste Laurence Romance. Il est le père du musicien Perturbator.